# کیسه قهوه

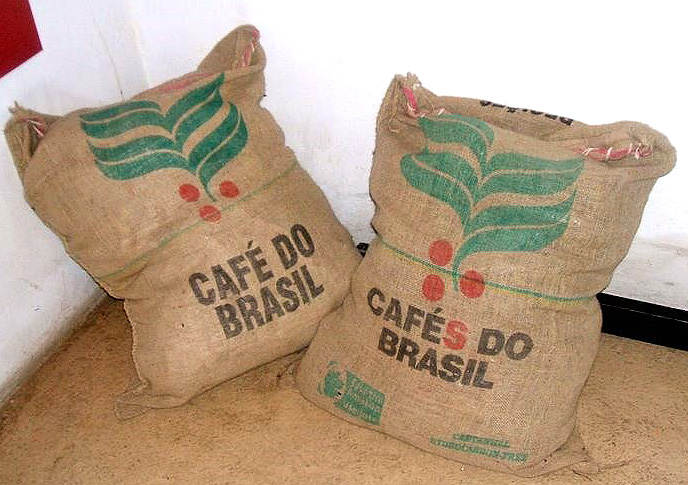
دو عدد کیسه قهوه برزیلی از جنس جوت

کیسه قهوه ظرفی برای حمل و نگهداری قهوه است. دانه‌های قهوه معمولاً در کیسه‌های بزرگ جوت حمل می‌شوند، در حالی که قهوه فروخته شده به مصرف‌کنندگان ممکن است به صورت دانه یا قهوه آسیاب شده، در یک کیسه پلاستیکی کوچک بسته‌بندی شود.

## قهوه فله
کیسه‌های حجیم بزرگ، کیسه‌های گونی به‌طور سنتی برای نگهداری و حمل و نقل دانه‌های قهوه استفاده می‌شود. اغلب این کیسه‌ها از جوت ساخته می‌شود و حجم آن ۶۰ کیلوگرم (۱۳۰ پوند) است. این نوع کیسه از برزیل منشأ گرفته و به یک استاندارد جهانی تبدیل شده است. همچنین در حال حاضر به یک واحد اندازه‌گیری تبدیل گشته، برای مثال آمار فائو در مورد تولید قهوه بر مبنای کیسه‌های ۶۰ کیلوگرمی بیان می‌شود.